# Institut européen des relations internationales
 (août 2025).
 (août 2025).
Pour les articles homonymes, voir IERI.
L’Institut européen des relations internationales est un centre indépendant de recherches, de formation et de débats sur les grands dossiers internationaux créé en 1997.
Les domaines d'études et de recherches de l'IERI couvrent l'ensemble des relations internationales dans leur différents aspects, économiques, politiques, stratégiques et de sécurité.

## Objectifs
Les initiatives de l'IERI s'inscrivent dans la perspective de l'émergence d'une culture diplomatique, géopolitique et stratégique proprement européenne, liée à l'affirmation du Service Européen d'Action Extérieure.

## Historique
Au début des années 1990, à la suite des réunifications allemande et européenne, l'activation  du rôle  désormais politique de la Communauté européenne ont conduit à une nouvelle impulsion de l'intégration communautaire.
À partir de 1992, ce qui s'appelait désormais l'Union Européenne avait entre ses mains les premiers outils pour affirmer son existence sur la scène internationale. C'est dans cette perspective que s'est placé Irnerio Seminatore, professeur des Universités, dans la création de l'Institut Européen des Relations Internationales.

## Organisation
Les études de l'IERI s'articulent autour de trois axes :
1. l'analyse des stratégies politiques et militaires avec une attention particulière pour la politique étrangère, de défense et de sécurité commune (PESC/PCSD de l'Union européenne) et pour les relations euro-atlantiques et euro-asiatiques ;
2. l'analyse de la politique européenne de voisinage (PEV) de l'UE, de la fédération de Russie et des pays d'Asie Centrale ;
3. les formes d'intégration et les institutions de sécurité régionales : OSCE, OCS, APEC, ASEAN, ALENA, MERCOSUR, UpM, CCG, etc[1].

## Publications
L’IERI publie régulièrement des « Working Papers » et des « IERI News » sur des thèmes liés aux cours et conférences annuels de l'Academia Diplomatica Europaea (ADE) ainsi que sur des sujets d'actualité. 
Des essais théoriques sont consacrés au système international, à des approches épistémologiques ou doctrinales: « L'Europe entre Utopie et Realpolitik », « Essais sur l'Europe et le système international » ou encore « Six études sur les équilibres internationaux », à l'Alliance Atlantique et à des institutions d'intégration régionale au Golfe, en Asie et en Amérique.
L'IERI publie également les CAHIERS DE LA PESC-PESD, revue européenne de la politique étrangère, de sécurité et de défense commune.

## Academia Diplomatica Europaea
L'IERI dispose d'une institution d'enseignement supérieur spécialisée, l'Academia Diplomatica Europaea, qui assure l'organisation de conférences et constitue un forum de rencontres pour diplomates, militaires et hauts fonctionnaires de l'UE, des Pays Membres et des pays tiers.